# Rundballepresser
En rundballepresser er en ballepresser, der samler strået i en spiralform til der dannes en cylinder med en diameter mellem 1 og 2 meter. Den trækkes af en traktor og drives af dennes kraftudtag.
Ballepresseren opsamler strå fra samme bane som traktoren kører i, i modsætning til de ballepressere, der laver små baller (disse opsamler i banen ved siden af).